# ProFTPd
ProFTPd é um servidor FTP para sistemas Linux bastante popular. O ProFTPD é um software livre e de código aberto, compatível com sistemas tipo-unix e Microsoft Windows (via Cygwin). Junto com vsftpd e Proftpd, ProFTPD está entre os servidores de FTP mais populares em ambientes tipo-Unix atualmente.
Em comparação com aqueles, que por exemplo se concentrar na simplicidade, velocidade ou segurança, o ProFTPD tem como principal objetivo ser um grande recurso de servidor de FTP, expondo uma grande quantidade de opções de configuração para o usuário.